# Андуфьель
Андуфье́ль (фр. Endoufielle) — коммуна во Франции, находится в регионе Юг — Пиренеи. Департамент — Жер. Входит в состав кантона Л’Иль-Журден. Округ коммуны — Ош.
Код INSEE коммуны — 32121.

## География
Коммуна расположена приблизительно в 600 км к югу от Парижа, в 35 км западнее Тулузы, в 37 км к востоку от Оша.
На западе коммуны протекает река Сав.

## Климат
Климат умеренно-океанический. Лето жаркое и немного дождливое, температура часто превышает 35 °С. Зимой часто бывает отрицательная температура и ночные заморозки. Годовое количество осадков — 700—900 мм.

## Население
Население коммуны на 2010 год составляло 568 человек.
| 1962 | 1968 | 1975 | 1982 | 1990 | 1999 | 2010 |
| ---- | ---- | ---- | ---- | ---- | ---- | ---- |
| 402  | 348  | 310  | 312  | 397  | 445  | 568  |

## Администрация
| Период | Период | Фамилия           | Партия | Примечания |
| ------ | ------ | ----------------- | ------ | ---------- |
| 2001   | 2014   | Мишель Лан        |        |            |
| 2014   | 2020   | Паскаль Террассон |        |            |

## Экономика
В 2010 году среди 371 человека трудоспособного возраста (15-64 лет) 286 были экономически активными, 85 — неактивными (показатель активности — 77,1 %, в 1999 году было 74,2 %). Из 286 активных жителей работали 268 человек (152 мужчины и 116 женщин), безработных было 18 (6 мужчин и 12 женщин). Среди 85 неактивных 29 человек были учениками или студентами, 29 — пенсионерами, 27 были неактивными по другим причинам.

## Фотогалерея
- Мэрия
- Местный клуб
- Карта коммуны